# Vozera Pjastjanaje
Vozera Pjastjanaje (vitryska: Возера Пясчанае) är en sjö i Belarus.   Den ligger i voblasten Brests voblast, i den sydvästra delen av landet, 260 km sydväst om huvudstaden Minsk. Vozera Pjastjanaje ligger 135 meter över havet. Arean är 1,9 kvadratkilometer. Den sträcker sig 2,1 kilometer i nord-sydlig riktning, och 1,7 kilometer i öst-västlig riktning.
Omgivningarna runt Vozera Pjastjanaje är en mosaik av jordbruksmark och naturlig växtlighet. Runt Vozera Pjastjanaje är det ganska glesbefolkat, med 30 invånare per kvadratkilometer.